# Zelleria orthopleura
Zelleria orthopleura là một loài bướm đêm thuộc họ Yponomeutidae. Loài này có ở Úc.